# Karlo Emanuel III.
Karlo Emanuel III. (Torino, 27. travnja 1701. – Torino, 20. veljače 1773.), kralj Sardinije i Pijemonta (1730. – 1773.) iz Savojske dinastije. Bio je sposoban vladar i u više je navrata proširio državu. Također, proveo je reforme u upravi i vojsci.
Primio je vojno i političko obrazovanje. Godine 1730. naslijedio je svoga oca, Viktora Amadea II. na prijestolju. Sudjelovao je u Ratu za poljsku baštinu (1733. – 1738.) na strani Francuske i Španjolske, za kojeg je osvojio Milano i ostvario izuzetnu pobjedu kod Guastalle 1734. godine. Bečkim mirom 1738. godine dobio je Novaru i Tortonu.
U vrijeme Rata za austrijsku baštinu (1740. – 1748.) ratovao je protiv Španjolaca vjerujući da, poput njega, žele zavladati Milanom.